# Закон о гражданстве Тонга
Законодательство о гражданстве Тонга регулируется Конституцией Тонга 1875 года с поправками, Законом о гражданстве и его изменениями, а также международными соглашениями, заключенными правительством Тонга. Эти законы определяют, кто является или имеет право быть гражданином Тонга. Правовые средства приобретения гражданства, официального юридического членства в нации, отличаются от внутренних отношений прав и обязанностей между гражданином и нацией, известных как гражданство. Тонганское гражданство обычно приобретается либо по принципу jus soli, то есть по рождению в Тонга, либо по правилам jus sanguinis, то есть по рождению за границей от родителей с тонганским гражданством. Оно может быть предоставлено лицам, прожившим в стране в течение определенного периода времени или имеющим принадлежность к стране в результате натурализации.

## Получение гражданства Тонга
Гражданство в Тонга приобретается при рождении или позднее в результате натурализации.

### По рождению
Гражданство по праву рождения распространяется на:
- Лица, родившиеся в любом месте, по крайней мере, у одного из родителей с тонганским гражданством, если родитель родился в Тонга. [1] [2]

### Путем натурализации
Регулярная натурализация в Тонга приобретается по заявлению исключительно по усмотрению монарха. Заявители должны предоставить доказательства того, что они обладают хорошим характером, знают тонганский язык, намерены жить в стране и проживают на ее территории в течение пяти лет. Лица, которые могут получить гражданство путем натурализации, включают:
- Лица, состоящие в браке с гражданами Тонгана, при условии принесения клятвы верности;
- Женщины, ранее утратившие гражданство по причине замужества, если брак расторгнут, могут вновь получить гражданство без периода проживания;
- Несовершеннолетние усыновленные и подкидыши, после завершения процедуры усыновления;
- Несовершеннолетние дети натурализованного гражданина;
- Лица, которые считаются нуждающимися в гражданстве по гуманитарным соображениям.

## Утрата гражданства
Граждане Тонга не могут отказаться от своего гражданства. Денатурализация может произойти, если человек получил гражданство путем мошенничества, ложного представления или сокрытия; если он совершил нелояльные или изменнические действия, представляющие угрозу национальной безопасности; или если он совершил определенные уголовные преступления.

## Двойное гражданство
С 2007 года в Тонга разрешено двойное гражданство. В феврале 2008 года два бывших гражданина Тонга, которые утратили свое тонганское гражданство, получив гражданство других стран (один стал американцем, другой - австралийцем), первыми вновь получили тонганское гражданство на основании Закона о гражданстве (поправки) 2007 года. Повторное получение гражданства таким образом предполагает подачу заявления королю, рассмотрение этого заявления министром по делам иммиграции и принесение присяги на верность.

## История

### 18–19 вв.
Традиционное управление в Тонга было без центральной власти, и местные вожди управляли округами и селами. К 1780-м годам между различными вождями вспыхнула гражданская война. В 1820 году Тауфа (Tāufaʻāhau) начал борьбу за объединение островов Тонга под своей властью. В 1826 году он захватил спорную территорию островов Хапаи, а в 1833 году - группу островов Вавау. Запустив миссионерские группы в 1830-х годах, Тауфа использовал как евангелизм, так и завоевания для обеспечения верности. В 1845 году он захватил наследство Тонгатапу и объявил себя королем Джорджем Тупоу I. В 1852 году он завершил объединение островов. Работая с английскими методистскими миссионерами, Тупоу создал систему управления, основанную на британской модели, чтобы западные державы признали легитимность суверенитета Тонга. В 1839 и 1850 годах Тупоу обнародовал письменные правовые кодексы для создания судов и уголовного права, определения семейных отношений, власти вождей, землепользования и религиозных обрядов. В 1875 году была обнародована первая конституция, в которой были названы, но не определены коренные жители страны и было установлено, что иностранцы могут натурализоваться. Для натурализации требовалось пять лет проживания и разрешение короля.
Последние годы девятнадцатого века характеризовались империалистическими амбициями европейских держав. Пытаясь сохранить независимость, Тупу подписал договоры с французами в 1855 году и Германией в 1876 году. Чтобы успокоить опасения Австралии и Новой Зеландии по поводу безопасности, в 1879 году был заключен договор о дружбе с Великобританией, а в 1886 году Тонга подписала аналогичное соглашение с США. В 1900 году Тонга официально стала государством под покровительством Великобритании, когда 18 мая был подписан Договор о дружбе и защите. Согласно этому договору, Великобритания не контролировала внутренние дела Тонга и не ущемляла его суверенитет, но Британия оказывала помощь в его международных делах. Таким образом, закон о британском гражданстве распространялся на подданных, родившихся в Тонга от британских отцов. Договорная история Тонга гарантировала, что она оставалась неколонизированной.

### 20 век
Первый Закон о гражданстве Тонга был разработан в 1915 году, а в 1935, 1959, 1961 годах в него вносились поправки. Он предусматривал, что законные дети, родившиеся в любом месте, могут получить гражданство через своих отцов, но только незаконнорожденные дети могут получить гражданство от своей матери. Однако, если незаконнорожденный ребенок родился за границей, а отец, родившийся в Тонга, признал или узаконил его, ребенок мог получить тонганское гражданство. Если мужчина теряет тонганское гражданство, его несовершеннолетние дети также теряют свое гражданство, но по достижении шестнадцати лет могут заявить, что хотят быть тонганцами, если у них нет другого гражданства. Иностранные женщины, вышедшие замуж за мужчин-тонганцев, получают гражданство от своего супруга, а уроженки страны, вышедшие замуж за иностранцев, теряют гражданство после вступления в брак. Закон не позволял тонганским женщинам, вышедшим замуж за иностранцев, передавать свое гражданство мужу. В 1959 году замужним женщинам было разрешено выбирать, желают ли они получить гражданство своего супруга, и им было разрешено репатриироваться, если они потеряли гражданство в результате брака, заявив о своем желании, если брак был расторгнут. В 1970 году Тонга перестала быть государством под покровительством Великобритании и присоединилась к Содружеству наций в качестве независимой монархии.
В 1982 году король и Тайный совет Тонга разрешили продажу паспортов, предоставляющих лицам дипломатическую защиту, но не гражданство или гражданство Тонга. Два года спустя в Закон о гражданстве были внесены поправки, дающие королю право натурализовать людей по гуманитарным соображениям, но это положение было отменено в 1988 году. Закон об усыновлении, принятый в том же году, разрешал усыновление только незаконнорожденных детей или детей, которые были брошены и мать которых неизвестна. В нем указывалось, что дети получают гражданство своего опекуна после завершения процедуры усыновления. Согласно Закону о гражданстве 1988 года, дети, родившиеся за границей от отцов, не являющихся коренными тонганцами, не имели права на получение тонганского гражданства. Это означает, что если отец родился за границей или натурализовался в Тонга, его дети не могут получить гражданство, если они родились за пределами территории Тонга. Паспорта защищенных лиц были вновь введены в 1996 году, что позволило владельцам таких паспортов подавать заявление на натурализацию.

### 21-го века
В 2007 году в закон о гражданстве были внесены изменения, направленные на устранение гендерного неравенства. Изменения включали возможность любого из родителей, являющихся уроженцами Тонга, передать свое гражданство ребенку, родившемуся в Тонга или за границей. Закон также легализовал двойное гражданство и позволил детям, родившимся за границей от матерей-тонганцев, не имеющих гражданства, подавать заявление на регистрацию в качестве граждан Тонга. Закон о гражданстве Тонга был в последний раз изменен в 2016 году.

## Тонга и гражданство Содружества
Граждане Тонга также являются гражданами Содружества наций и, таким образом, имеют определенные права в Великобритании - в частности, право голосовать и выставлять свою кандидатуру на выборах.